# Елифас Леви
Алфонс-Луj Констан, познат под псеудонимом Елифас Леви (фр. Alphonse-Louis Constant, Éliphas Lévi; Париз, 8. фебруар 1810 — Париз, 31. мај 1875) био је француски окултиста. Писао је езотерична дела, а популаризовао је и сам појам окултизам. Његов рад је утицао на бројне окултисте 19. века.

## Биографија
Родио се у Паризу у сиромашној породици. Школовао се за свештеника у манастиру св. Никола од Шардонеа, где захваљујући опату манастира открива езотерију и окултизам.
Године 1832. похађао је теолошки колеџ Сен Силпис, да би три године касније постао ђакон. Међутим, већ 1835. године напустио је свештенички позив и упустио се у езотерична учења. У то време заинтересовао се за револуционарне и левичарске идеје због чега је три пута био у затвору.
У Паризу је упознао Ежени С. директорку девојачке школе с којом је започео љубавну везу. У међувремену, упознао је и седамнаестогодишњу Мари Ноеми Кадио с којом се оженио 1846. године, међутим, брак није дуго потрајао. Три месеца након прекида с Еугениом, из те везе родио му се син којег никада није упознао.
Након упознавања с пољским математичарем Јозефом Маријом Вроњским 1852. и његовом синтезом математике, религије и филозофије, Констан је живео искључиво од свог писања и подучавања окултизма. Узео је име Елифас Леви, преводећи своје име на хебрејски.
Године 1854. отпутовао је у Лондон, где је наводно, према властитим тврдњама, служећи се некромантским ритуалом призвао античког филозофа и мистика Аполонија из Тијане.
Године 1855. написао је своју најпознатију књигу „Трансцендентална магија”, која ће као и његове остале књиге надахнути будуће окултисте попут С. Л. МакГрегора Метерса и Алистера Кроулија те допринети ревитализацији магије и окултизма у другој половини 19. века.
Леви је приступио 1861. године слободним зидарима. У то време већ је стекао знатну славу као окултиста, али и повеће материјално богатство. Пред крај живота вратио се под окриље Римокатоличке цркве. Примио је последње причешће пред смрт 1875. године.

## Књижевне референце
- Х. Ф. Лавкрафт спомиње Левија на два места у роману „Случај Чарлса Декстера Ворда”.
- Анџела Картер спомиње Левија у приповеци „Крвава одаја”.
- Ентони Пауел цитира Левија у роману „Војни филозофи”.

## Дела
- „Библија слободе” (1848) (Le Testament de la Liberté)
- „Трансцендентална магија” (1855) (Dogme et Rituel de la Haute Magie)
- „Историја магије” (1859) (Histoire de la magie)
- „Кључ мистерија” (1861) (La Clef des Grands Mystères)
- „Велика тајна или разоткривени окултизам” (1868) (Le Grand Arcane, ou l'Occultisme Dévoilé)